# Hypositta
Hypositta là một chi chim trong họ Vangidae.

## Các loài
- Hypositta corallirostris